# Cephaloziella rubella
Cephaloziella rubella là một loài rêu tản trong họ Cephaloziellaceae. Loài này được (Nees) Warnst. miêu tả khoa học lần đầu tiên năm 1902.